# حارة المثلث (جعار)
حارة المثلث هي إحدى حارات حي المثلث بمدينة جعار التابعة لمحافظة أبين، بلغ تعداد سكانها 1767 نسمة حسب تعداد اليمن لعام 2004.